# Louis Cance
Louis Cance (Sansac-de-Marmiesse, 12 gennaio 1939 – Aurillac, 13 dicembre 2023) è stato un fumettista francese.

## Biografia
Louis Cance diventa orfano di padre in tenera età, successivamente alla perdita del padre la sua famiglia si trasferisce ad Aurillac. Già da adolescente ha in mente di fare il disegnatore di fumetti. Su dei blocchi di carta da stenografia disegna la sua prima serie intitolata Justus. A 15 anni, Louis Cance, lavora presso un rivenditore di merce all'ingrosso. Nel frattempo un giornale della provincia di Lione pubblica una breve storia a fumetti sulla resistenza e poi parte per l'Algeria per il servizio di leva. 19 mesi dopo, congedato, inizia fare il giro degli editori di fumetti francesi per proporre le sue tavole. La rivista Record lo incarica di realizzare un primo racconto.
Passa poi alla rivista per ragazze Lisette e prepara una storia ispirata ai Nibelunghi.
Ha prodotto e pubblicato, tra il 1959 e il 1960, la sceneggiatura e il disegno per la rivista Red Devil e per la rivista Johnny Texas. Tra il 1965 e il 1968 realizza diverse opere per i periodici: Amis-Coop , Lisette-Nade e Record.
Tra il 1967 e il 1990 ha disegnato Pif le chien edito da Vaillant ed era stato sceneggiato insieme a Patrice Valli, Christian Godard. Dal 1969 si dedicò, come lavoro, solo ai fumetti.
Tra il 1970 e il 1975 disegna la serie Pépé Dynamite, scritta da Claire Godet e pubblicata sulla rivista Formula 1 da Fleurus. Nel 1970 usci il numero zero di Wigwam, nel 1973 diventa redattore della fanzine Hop!, dedicata ai fumetti. Ha inoltre realizzato, dal 1981 al 1990, la sceneggiatura e il disegno di Un de la Police Montée per la rivista Amis-Coop.
Dal 1978 ha lavorato per l'editore Édi-Monde/Hachette, a sceneggiature per i fumetti Disney.
Louis Cance è il padre di Hubert Cance, illustratore e pittore. 